# Macula densa

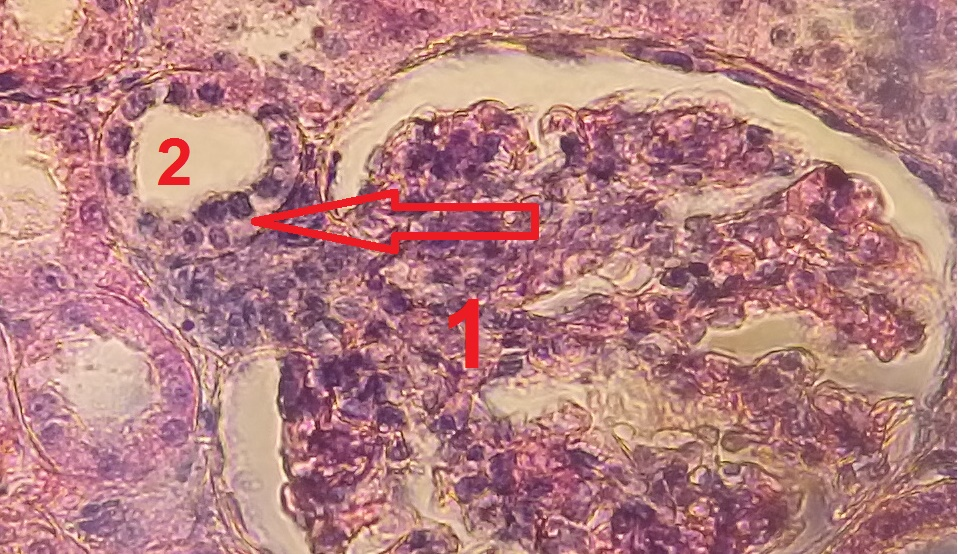
Macula densa (hier mit Pfeil dargestellt) am Glomerulum einer Schweineniere
1: Glomerulus
2: Distaler Tubulus
(HE-Färbung, 100fach)

Als Macula densa („dichter Fleck“) bezeichnet man Zellen des geraden Teils des distalen Tubulus (Pars recta), die dem zuführenden Blutgefäß (Vas afferens) des Nierenkörperchens anliegen. In diesem Bereich werden die Tubuluszellen hochprismatisch und schmal. Dies führt dazu, dass die Zellkerne der einzelnen Zellen einander näher liegen, sodass dieser Bereich nach der histologischen Färbung im lichtmikroskopischen Präparat dunkler erscheint (daher der Name „dichter Fleck“).
Die Macula densa ist Teil des juxtaglomerulären Apparats der Niere und ist ein Chemorezeptor. Er dient der Bestimmung des Natrium- sowie Chlorid-Ionen-Konzentrationsgradienten zwischen dem Blut im Vas afferens und dem Urin im Nierenkanälchen. So wird ein tubuloglomerulärer Feedback  ermöglicht.
Erstmals beschrieb der Anatom Karl Peter (1870–1955) im Jahre 1908 die Macula densa.

## Mechanismus
Glomeruläres Feedback
Die Zellen der Macula densa verfügen apikal über einen Ionentransporter (Na-K-2Cl-Cotransporter). Über dieses Transportsystem werden Ionen, die sich im Lumen des distalen Tubulus befinden, in die Zellen der Macula densa transportiert und so die Ionenkonzentration, insbesondere die Natrium- und Chloridkonzentration, im Harn gemessen. Diese Messung erfolgt indirekt über die Geschwindigkeit des Transports. Bei hohen Ionenkonzentrationen, also hyperosmolarem Harn, wird aus den Zellen der Macula densa Adenosintriphosphat sezerniert, welches extrazellulär in Adenosin umgewandelt wird und daraufhin zur Kontraktion der glatten Muskulatur im Vas afferens führt. Das zuführende (afferente) Gefäß verengt sich und die glomeruläre Filtrationsrate (GFR) nimmt ab. Als Folge nimmt der Harnfluss durch die Henlesche Schleife ab, so dass mehr Ionen reabsorbiert werden können und die Ionenkonzentration im distalen Tubulus abnimmt. Bei hypoosmolarem Harn stellt sich der gegenteilige Effekt ein.
Reninsekretion 
Wird an den Chemorezeptoren der Macula densa ein hypoosmolarer Harn gemessen, führt dies zu einer Reninausschüttung aus den granulären Zellen der glomerulären Arteriolen in das zirkulierende Blut und somit in den Körperkreislauf. Renin ist ein Enzym, welches von dem Prohormon Angiotensinogen das Dekapeptid Angiotensin I abspaltet. Angiotensin I wird durch eine weitere Peptidase, das Angiotensin Converting Enzyme (ACE), zum Oktapeptid Angiotensin II gespalten.
Angiotensin II wirkt stark gefäßverengend („vasokonstriktiv“) und führt zu einem systemischen Anstieg des Blutdrucks. In der Niere wird vor allem das efferente (hinter dem Glomerulus gelegene) Gefäß verengt. Der Druck im Glomerulus steigt an und somit auch die GFR und die Menge an gebildetem Primärharn.